# Bletilla formosana
Espèce
Statut CITES
Bletilla formosana est une espèce d'orchidées du genre Bletilla originaire de Chine.